# Daniel Walker

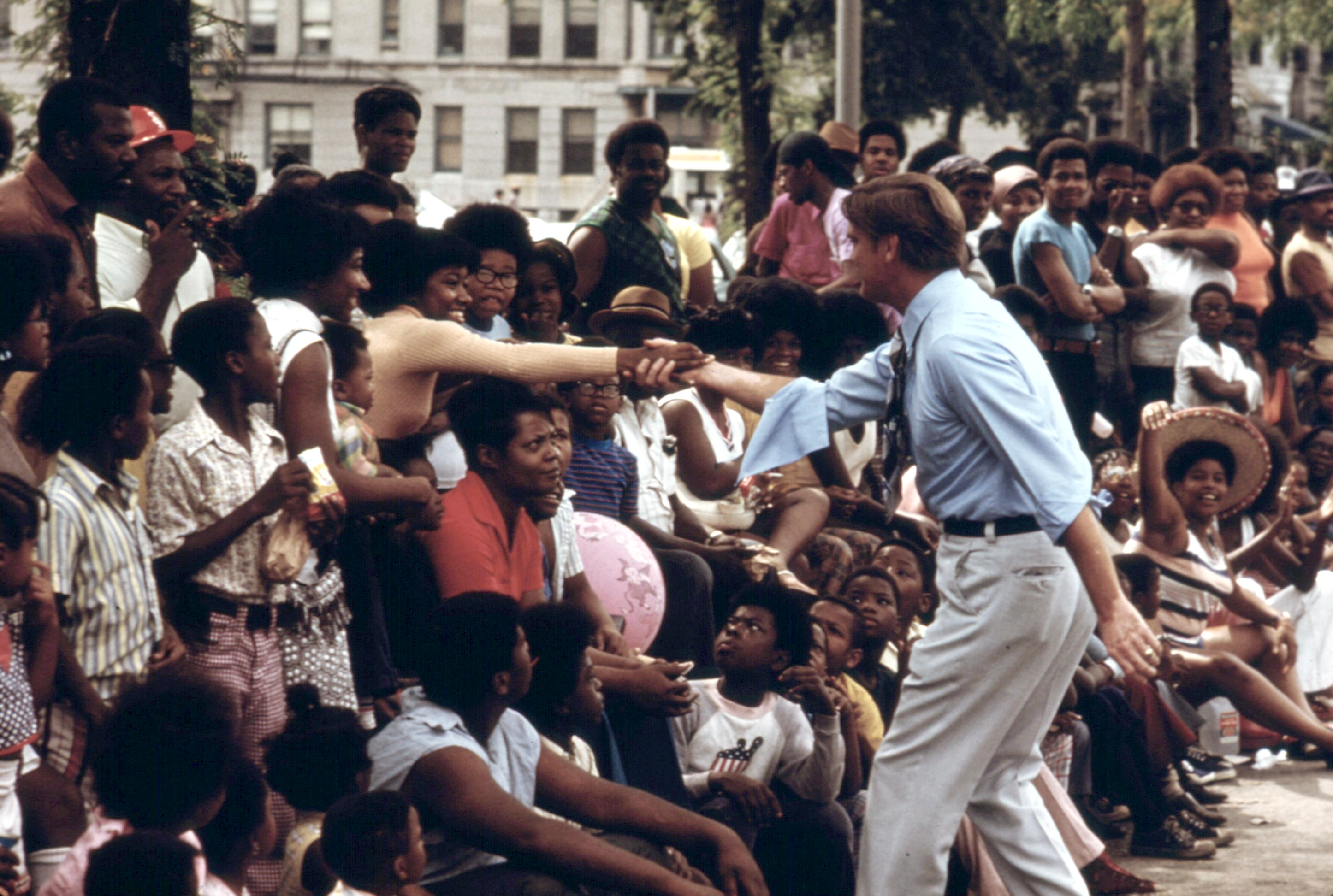
Daniel Walker schüttelt Hände bei der Bud Billiken Parade 1973 in Chicago

Daniel Walker (* 6. August 1922 in Washington, D.C.; † 29. April 2015 in Chula Vista, Kalifornien) war ein US-amerikanischer Politiker (Demokratische Partei). Er war von 1973 bis 1977 der 36. Gouverneur von Illinois.

## Frühe Jahre und politischer Aufstieg
Daniel Walker wuchs in der Nähe von San Diego in Kalifornien auf. Nach der Grundschule absolvierte er die US-Marine Akademie. Er nahm sowohl am Zweiten Weltkrieg als auch am Koreakrieg als Marineoffizier teil. Zwischenzeitlich studierte er bis 1950 an der Northwestern University Jura. Zwischen 1951 und 1952 war er an einem US-Militärberufungsgericht beschäftigt. Zu Beginn seiner politischen Karriere war er Berater von Gouverneur Adlai Ewing Stevenson junior. Dann war er zeitweise am Obersten US-Gerichtshof angestellt. Im Jahr 1972 bewarb er sich für die Demokratische Partei um das Amt des Gouverneurs von Illinois. Dazu setzte er sich im Kampf um die Nominierung zunächst mit einem populistischen Programm gegen Vizegouverneur Paul M. Simon durch. Er versprach niedrige Steuern und Mehrausgaben für Bildung. Als Anwalt für Gesellschaftsrecht hatte er 1971 auf sich aufmerksam gemacht, als er für 116 Tage durch Illinois gewandert war und Farmer besucht hatte.

## Gouverneur von Illinois
Nach seinem Wahlsieg gegen den Amtsinhaber Richard Ogilvie trat Walker seine vierjährige Amtszeit am 8. Januar 1973 an. In seiner Amtszeit wurde im öffentlichen Dienst Personal eingespart. Auch Energiesparmaßnahmen wurden eingeleitet. Damals entstand der Sears Tower in Chicago als zu diesem Zeitpunkt höchstes Gebäude der Welt. In Illinois wurde 1974 unter Gouverneur Walker die erste staatliche Lotterie eingeführt. Bei Rassenunruhen 1976 in Chicago wurden 33 Personen verletzt. Bei einem Fahrstuhlunfall, ebenfalls in Chicago, kamen Anfang Januar 1977 zwölf Personen ums Leben, etwa 200 wurden verletzt. Walker hatte innenpolitisch einen schweren Stand. Er war innerhalb seiner eigenen Partei nicht unumstritten, so führte er mit dem Bürgermeister von Chicago und Vorsitzenden der Demokratischen Partei im Cook County  Richard J. Daley eine Privatfehde. Hinzu kam noch eine starke Opposition im Repräsentantenhaus von Illinois. Das führte mehr oder weniger zu einem politischen Stillstand in Illinois.

## Weiterer Lebenslauf
Walker bewarb sich 1976 um eine Wiederwahl, scheiterte aber bereits in den Vorwahlen seiner eigenen Partei an Michael Howlett, der von Daley unterstützt wurde. Aus diesem Grund musste er am 10. Januar 1977 aus seinem Amt ausscheiden und übernahm die Leitung einer Sparkasse in einem Vorort von Chicago. Wegen Anlagebetrugs wurde er 1987 zu sieben Jahren Gefängnis verurteilt, von denen er 18 Monate absitzen musste. Der Betrug führte zur Insolvenz der betroffenen Bank.

## Privates
Walker war drei Mal verheiratet. Seine erste Frau, die Lehrerin Roberta Dowese, heiratete er 1947. Zusammen mit Dowese hat Walker drei Söhne und vier Töchter. 1977 ließ sich Walker scheiden und heiratete die 14 Jahre jüngere Roberta Nelson. Die Scheidung von seiner zweiten Frau erfolgte 1989 während Walkers Haft.
Zuletzt lebte Daniel Walker zusammen mit seiner dritten Ehefrau in Baja California, Mexiko.